# Morris (circonscription électorale)
Circonscription électorale provinciale du Canada
Pour les articles homonymes, voir Morris.
Morris est une ancienne circonscription électorale provinciale du Manitoba (Canada). Cette circonscription de la vallée de la Rivière Rouge a été représentée à l'Assemblée législative de 1879 à 2019.
Les circonscriptions limitrophes étaient Emerson au sud, Lakeside au nord, Midland et Portage-la-Prairie à l'ouest et Steinbach, Chemin-Dawson, Assiniboia, Kirkfield Park et Charleswood à l'est.

## Liste des députés
| Morris | Morris                   | Morris                    | Morris         | Morris      | Morris |
| Nom    | Nom                      | Parti                     | Mandat         | Législature |        |
| ------ | ------------------------ | ------------------------- | -------------- | ----------- | ------ |
|        | Joseph Taillefer         | Indépendant               | 1879 - 1883    | 4e          |        |
|        | Henry Tennant            | Conservateur              | 1883 - 1886    | 5e          |        |
|        | Alphonse-Fortunat Martin | Libéral                   | 1886 - 1888    | 6e          |        |
|        | Alphonse-Fortunat Martin | Libéral                   | 1888 - 1891    | 7e          |        |
|        | Alphonse-Fortunat Martin | Indépendant/Opposition    | 1891 - 1892    | 7e          |        |
|        | Alphonse-Fortunat Martin | Indépendant/Opposition    | 1892 - 1896    | 8e          |        |
|        | Stewart Mulvey           | Libéral                   | 1896 - 1899    | 9e          |        |
|        | Colin Campbell           | Conservateur              | 1899 - 1903    | 10e         |        |
|        | Colin Campbell           | Conservateur              | 1903 - 1907    | 11e         |        |
|        | Colin Campbell           | Conservateur              | 1907 - 1910    | 12e         |        |
|        | Colin Campbell           | Conservateur              | 1910 - 1913    | 13e         |        |
|        | Jacques Parent           | Conservateur              | 1913 - 1914    | 13e         |        |
|        | Jacques Parent           | Conservateur              | 1914 - 1915    | 14e         |        |
|        | Jacques Parent           | Conservateur              | 1915 - 1920?   | 15e         |        |
|        | William Clubb            | United Farmers            | 1920 - 1922    | 16e         |        |
|        | William Clubb            | Progressiste              | 1922 - 1927    | 17e         |        |
|        | William Clubb            | Progressiste              | 1927 - 1932    | 18e         |        |
|        | William Clubb            | Libéral-progressiste      | 1932 - 1936    | 19e         |        |
|        | William Clubb            | Libéral-progressiste      | 1936 - 1941    | 20e         |        |
|        | John Dryden              | Indépendant/pro-coalition | 1941 - 1945    | 21e         |        |
|        | John Dryden              | Libéral-progressiste      | 1945 - 1949    | 22e         |        |
|        | Harry Shewman            | Indépendant/pro-coalition | 1949 - 1950    | 23e         |        |
|        | Harry Shewman            | Indépendant               | 1950 - 1953    | 23e         |        |
|        | Harry Shewman            | Indépendant               | 1953 - 1954?   | 24e         |        |
|        | Harry Shewman            | Progressiste-conservateur | 1954? - 1958   | 24e         |        |
|        | Harry Shewman            | Progressiste-conservateur | 1958 - 1959    | 25e         |        |
|        | Harry Shewman            | Progressiste-conservateur | 1959 - 1962    | 26e         |        |
|        | Harry Shewman            | Progressiste-conservateur | 1962 - 1966    | 27e         |        |
|        | Harry Shewman            | Progressiste-conservateur | 1966 - 1968    | 28e         |        |
|        | Warner Jorgenson         | Progressiste-conservateur | 1969 - 1973    | 29e         |        |
|        | Warner Jorgenson         | Progressiste-conservateur | 1973 - 1977    | 30e         |        |
|        | Warner Jorgenson         | Progressiste-conservateur | 1977 - 1981    | 31e         |        |
|        | Clayton Manness          | Progressiste-conservateur | 1981 - 1986    | 32e         |        |
|        | Clayton Manness          | Progressiste-conservateur | 1986 - 1988    | 33e         |        |
|        | Clayton Manness          | Progressiste-conservateur | 1988 - 1990    | 34e         |        |
|        | Clayton Manness          | Progressiste-conservateur | 1990 - 1995    | 35e         |        |
|        | Frank Pitura             | Progressiste-conservateur | 1995 - 1999    | 36e         |        |
|        | Frank Pitura             | Progressiste-conservateur | 1999 - 2003    | 37e         |        |
|        | Mavis Taillieu           | Progressiste-conservateur | 2003 - 2007    | 38e         |        |
|        | Mavis Taillieu           | Progressiste-conservateur | 2007 - 2011    | 39e         |        |
|        | Mavis Taillieu           | Progressiste-conservateur | 2011 - 2013    | 40e         |        |
|        | Vacant                   | Vacant                    | 2013 - présent | 40e         |        |
|        | Shannon Martin           | Progressiste-conservateur | 2014 - 2016    | 40e         |        |
|        | Shannon Martin           | Progressiste-conservateur | 2016 - 2019    | 41e         |        |